# Saint-Marin au Concours Eurovision de la chanson 2017
Saint-Marin est l'un des quarante-deux pays participants du Concours Eurovision de la chanson 2017, qui se déroule à Kiev en Ukraine. Le pays est représenté par Valentina Monetta et Jimmie Wilson avec leur chanson Spirit of the Night. Le pays termine 18e en demi-finale, n'ayant reçu qu'un seul point. 

## Sélection
Le diffuseur saint-marinais confirme sa participation le 31 octobre 2016. Le 12 mars 2017, il annonce que Valentina Monetta et Jimmie Wilson, sélectionnés en interne, représenteront le pays avec leur chanson Spirit of the Night.

## À l'Eurovision
Saint-Marin participe à la deuxième demi-finale, le 11 mai 2017. Arrivé en 18e et dernière position avec 1 point, le pays ne se qualifie pas pour la finale. C'est le pire score jamais obtenu par Saint-Marin à l'Eurovision.